# Хининова киселина
Хининовата киселина, C7H12O6, е кристална киселина, получавана от хининова кора, кафе и други растителни продукти и произвеждана синтетично чрез хидролиза на хлорогенна киселина. Хининовата киселина е една от причините за киселия вкус в кафето.